# Tour Trinity
A Tour Trinity egy felhőkarcoló a párizsi La Défense üzleti központban. Courbevoie önkormányzathoz tartozik.
A Cro&Co Architecture stúdió tervezte Jean-Luc Crochon építész vezetésével.
A torony mérete 167 m, területe 49 000 m², 33 szinten.
A Trinity számos építészeti újítást mutat be:
- Decentralizált mag: a Trinity-mag a homlokzaton helyezkedik el, és panorámás liftek díszítik.
- Kültéri terek: fákkal szegélyezett teraszok, loggiák és erkélyek a torony teljes magasságában elérhetők.
- Elülső nyílások, amelyek lehetővé teszik a szabad levegő hozzáférését az összes homlokzaton.
- Bioklimatikus homlokzatok, amelyek optimalizálják a természetes fényellátást.
- Legalább 2,80 m szabad magasság minden emeleten.[5]

## Külső hivatkozások
- Tour Trinity Archiválva 2017. december 15-i dátummal a Wayback Machine-ben